# Eliphalet Remington
Eliphalet Remington (n. 20 octombrie 1793, Suffield, Connecticut - d. 12 august 1861) a fost un industriaș american, creator al celebrelor arme care îi poartă numele.
Părinții săi au imigrat din Yorkshire, Anglia. 
De tânăr s-a inițiat în tainele meseriei de fierar, iar la 23 de ani a fabricat prima armă pentru uz sportiv cu un mecanism de tragere cumpărat de la un producător, dar cu o țeavă pe care a confecționat-o singur.
Arma a fost foarte apreciată ceea ce l-a făcut pe tânărul fierar să o producă în cantitate mai mare, înființând în 1916 o firmă E. Remington și Sons pe care a condus-o până la moartea sa în 1861.  Până la mijlocul secolului al XIX-lea arma a devenit extrem de populară printre sportivii americani și a fost una dintre armele standard utilizate de pionieri în ceea ce a fost numit "Cucerirea vestului".
Compania a continuat să crească și să dezvolte produsul său și a început treptat fabricarea altor bunuri sportive, cum ar fi bicicletele. La ora actuală, compania este cunoscut sub numele de Remington Arms Co., Inc.
Ceea ce a început ca o întreprindere a unui singur om a devenit unul din producatorii mondiali de arme sportive. Înainte de Remington, sportivii americani se bazau pe arme din surse externe, care erau scumpe și greu de obținut, dar odată cu această pușcă oamenii au primit o armă bună și accesibilă care a schimbat permanent situația.
1. ↑  Geni.com